# Prostemmiulus sulcatus
Prostemmiulus sulcatus är en mångfotingart som beskrevs av Loomis 1941. Prostemmiulus sulcatus ingår i släktet Prostemmiulus och familjen Stemmiulidae. Inga underarter finns listade i Catalogue of Life.